# Jakub Dürr
Jakub Dürr (ur. 7 sierpnia 1976 w Boskovicach, zm. 16 lutego 2023 w Warszawie) – czeski politolog i dyplomata, w latach 2021–2023 ambasador Republiki Czeskiej w Polsce).
Wcześniej w latach 2018–2020 pełnił funkcję stałego przedstawiciela Republiki Czeskiej przy UE, w latach 2008–2009 był wiceministrem szkolnictwa, młodzieży i sportu Republiki Czeskiej oraz w latach 2016–2018 wiceministrem spraw zagranicznych Republiki Czeskiej.

## Życiorys
W latach 1994–2000 ukończył politologię – europeistykę na Wydziale Filozoficznym Uniwersytetu Palackiego w Ołomuńcu, ponadto na tym samym wydziale w latach 1995–1998 uzyskał tytuł licencjata z języka i literatury polskiej. W latach 1995–1998 poszerzał swoją edukację studiując politologię na Wydziale Filozoficznym Uniwersytetu Masaryka w Brnie. Odbył również kilka pobytów zagranicznych: Uniwersytet Jagielloński w Krakowie (1998, Polska), Miami University w stanie Ohio (lata 1998–1999, USA), Uniwersytet Środkowoeuropejski w Budapeszcie (2005, Węgry) oraz Loughborough University w Loughborough (rok 2005, Wielka Brytania).
W latach 2002–2008 pracował jako adiunkt w Katedrze Politologii i Europeistyki Wydziału Filozoficznego Uniwersytetu Palackiego w Ołomuńcu. Od 2006 do 2008 był prorektorem ds. stosunków zewnętrznych, a następnie od 2010 do 2011 prorektorem ds. stosunków zagranicznych.
Od września 2008 do listopada 2009 był wiceministrem ds. europejskich w Ministerstwie Szkolnictwa, Młodzieży i Sportu Republiki Czeskiej pod kierownictwem ministrów Ondřeja Liški i Miroslavy Kopicovej. Od sierpnia 2011 do maja 2016 był zastępcą Stałego Przedstawiciela Republiki Czeskiej przy Unii Europejskiej (Ambasador w COREPER I), a od czerwca 2016 do września 2018 wiceministrem odpowiedzialnym za sekcję Europejską w Ministerstwie Spraw Zagranicznych Republiki Czeskiej pod kierownictwem ministrów Lubomíra Zaorálka i Martina Stropnickiego. W latach 2018–2020 pełnił funkcję Stałego Przedstawiciela Republiki Czeskiej przy UE.
W grudniu 2021 został mianowany ambasadorem nadzwyczajnym i pełnomocnym Republiki Czeskiej w Polsce. Zmarł w trakcie kadencji 16 lutego 2023.
Jakub Dürr mówił biegle po angielsku, polsku, niemiecku i rosyjsku. Znał również język francuski w stopniu zaawansowanym oraz posługiwał się językiem hiszpańskim na poziomie podstawowym.